# Francisco Hernández Jiménez
Francisco Hernández (Granada, 28 de octubre de 1988) es un exjugador  y entrenador de rugby siete español. Actualmente es entrenador de la selección española de rugby sevens.
Fue nombrado en el equipo español para el Torneo de Clasificación Olímpica Final de Rugby Sevens Masculino de 2016 en Mónaco, que finalmente perdieron. Más tarde fue nombrado en el equipo para los Juegos Olímpicos de Verano de 2016.  
En el año 2020 se retiró   de la práctica del deporte y en 2023 fue nombrado seleccionador de la selección española de rugby 7, remplazando a Pablo Feijoo.  
En abril de 2025 fue nombrado entrenador del Bengaluru Bravehearts de la Rugby Premier League de 2025 de la India. 